# Apartaments El Búnquer
Apartaments El Búnquer és un bloc d'apartaments del municipi de Tossa de Mar (Selva). Està situat en un fort desnivell que s'adapta al terreny formant un gran rectangle esglaonat tant en planta com en alçat. Es tracta d'un projecte de l'arquitecte Gerardo Hausman, llicenciat el 1958, que s'inspirà en conceptes com la integració a la natura de l'arquitectura de l'americà Frank Lloyd Whright. L'edifici forma part de l'Inventari del Patrimoni Arquitectònic de Catalunya.

## Descripció
Consta de vuit plantes i es caracteritza per l'ús de materials com la pedra desbastada de mode rústic que, a més d'integrar-lo al cromatisme de l'entorn natural, li dona una aparença de jardí dividit en balcons i ocult, com una mena de búnquer, tal com és conegut. La planta baixa està reservada a locals turístics com restaurants, bars, pizzeries i escoles nàutiques. La resta de pisos estan situats damunt la muntanya en forma esglaonada de manera que els balcons no tenen sostre. Altrament, aquests balcons, estan decorats amb multitud de plantes que sobresurten i pengen dels balcons i li donen un contrast cromàtic amb relació a la pedra poc desbastada de la façana. Cada balcó consta de sis fileres de pedra rústica, encara que algunes fileres són unides per pedres més grans, cosa que dona un aspecte rústic i natural. Al costat hi ha més blocs d'apartaments que han mirat d'imitar tant alguns aspectes de la forma com la decoració vegetal dels balcons.